# Президентские выборы в Южной Корее (1963)
Президентские выборы 1963 года в Южной Корее были первыми выборами после майского переворота 1961 года, положившего конец Второй Республике. В результате переворота 1961 года к власти в Южной Корее пришли военные во главе с Пак Чон Хи, создавшие Верховный Совет Национальной Перестройки, которому принадлежала реальная власть в стране. Президент Юн Бо Сон встал на сторону восставших военных и убедил руководство США, а также другие подразделения южнокорейской армии не вмешиваться в ход событий. Для того, чтобы обеспечить формальную легитимность военного режима, Юн Бо Сон ещё некоторое время оставался на посту президента, и ушел в отставку 24 марта 1962 года.
Майский переворот вызвал негативную реакцию в США, и администрации Д.Кеннеди начала активно давить на Корею экономически, притормаживая предоставление тех займов развития, из расчета на которые строилась экономическая программа Пака. Пак Чон Хи согласился вернуться к гражданской форме правления, для чего 17 декабря 1962 года в Южной Корее был проведён референдум, на котором за возвращение страны к президентской форме правления проголосовало 78,9 % участников. После этого было объявлено о проведении в 1963 году президентских выборов.
Поначалу Пак Чон Хи не собирался баллотироваться в президенты, но 10 марта ЦРУ Южной Кореи раскрыло заговор группы высокопоставленных армейских офицеров, которые хотели отлучить Пака от власти и создать своё правительство. Помимо этого, 14 марта у штаб-квартиры хунты собралось несколько десятков офицеров, в том числе «молодых полковников», которые требовали, чтобы Пак не уходил. После этого Пак вступил в предвыборную борьбу: 30 августа 1963 года он ушёл с действительной военной службы и выставил свою кандидатуру на пост президента от специально созданной им Демократической Республиканской партии (ДРП).
Предвыборные дебаты принесли Паку дополнительный успех, поскольку политики старой школы не имели позитивной социально-экономической программы и фактически призывали к возвращению к временам Ли Сын Мана. На фоне их заявлений конкретная экономическая программа Пака выигрывала.
Выборы состоялись 15 октября 1963 года. В результате выборов Пак Чон Хи победил Юн Бо Сона с незначительным отрывом (46,6 % голосов против 45,1 %). Явка избирателей составила 85,0 %. В городских избирательных округах Пак проиграл, но перевес ему обеспечила поддержка в сельской местности.
Пак выиграл выборы, несмотря на то, что Юн пользовался американской поддержкой пользовался и в ходе предвыборной кампании даже обвинял Пак Чон Хи в коммунистическом прошлом и антиамериканских настроениях.